# Viktor Orbán
Viktor Orbán (Orbán Viktor [ˈoɾbaːn ˈviktoɾ]ⓘ en húngaro; Székesfehérvár, 31 de mayo de 1963) es un jurista y político húngaro y el actual primer ministro de Hungría. Se le ha descrito como un político ultraconservador. Fue primer ministro en el periodo 1998-2002 y es el actual líder del partido Fidesz-Unión Cívica Húngara, que a través de una alianza con el Partido Popular Demócrata Cristiano ganó las elecciones de 2010 con el 52,73 % de los votos y con una mayoría de dos tercios en el parlamento húngaro.
Sus ideas políticas, como su conservadurismo social y nacionalista, su euroescepticismo y la defensa de lo que describe como un «estado iliberal», lo sitúan en el campo de la nueva extrema derecha. Algunos observadores han descrito su gobierno como autoritario o autocrático.
Sus críticos incluyen a políticos nacionales y extranjeros (incluyendo a la ex Secretaria de Estado de los Estados Unidos Hillary Clinton, la canciller alemana Angela Merkel y los presidentes de la Comisión Europea José Manuel Barroso y Jean-Claude Juncker), organizaciones intergubernamentales y organizaciones no gubernamentales. Específicamente, la oposición le ha acusado de perseguir reformas antidemocráticas; reducir la independencia de la prensa, el poder judicial y el banco central de Hungría; modificar la constitución de Hungría para evitar enmiendas a la legislación respaldada por su partido. Ha sido acusado por diversos medios de xenofobia.

## Biografía
Nació el 31 de mayo de 1963 en Székesfehérvár, y pasó su infancia en dos pueblos cercanos, Alcsútdoboz y Felcsút. En 1977 su familia se trasladó a Székesfehérvár.
Estudió el idioma inglés en la escuela secundaria, de donde se graduó en 1981. En los dos años siguientes a su graduación completó su servicio militar y luego estudió Derecho en la Universidad Eötvös Loránd de Budapest. Después de su graduación en 1987, se estableció en Szolnok por dos años, en los cuales viajó cada día por razones laborales a Budapest, donde ejercía como sociólogo en el Instituto de Capacitación de Gestión del Ministerio de Agricultura y Alimentación.
En 1989 recibió una beca estudiantil de la Fundación Soros y durante un año estudió en Pembroke College, ubicado en la ciudad de Oxford. 
Está casado con la jurista Anikó Lévai y tiene cinco hijos (Ráhel, Gáspár, Sára, Róza, Flóra). Orbán es protestante. Le gusta mucho el deporte, especialmente el fútbol; de hecho, fue jugador del equipo local de la ciudad de Felcsút, y como resultado aparece en la edición del 2006 del videojuego Football Manager.

## Carrera política
Inició su carrera política en Székesfehérvar como secretario de la asociación de la juventud comunista, KISZ. Orbán fue uno de los fundadores del partido Fidesz (acrónimo de Fiatal Demokraták Szövetsége que significa Alianza de Jóvenes Demócratas), constituido el 30 de marzo de 1988. El 16 de junio de 1989, en la plaza de los Héroes de Budapest, durante la ceremonia de homenaje a los restos de Imre Nagy y otros cuatro líderes de la Revolución húngara de 1956, pronuncia un discurso exigiendo elecciones libres y la retirada de las tropas de la Unión Soviética. 
En el verano de 1989 participó en las negociaciones de la Mesa Redonda entre el gobierno y la oposición. 
En las elecciones a la Asamblea Nacional de Hungría de 1990 encabeza las listas de su partido obteniendo 22 diputados de un total de 386. En 1994, tras el derrumbamiento de la derecha nacional, bajo su liderazgo el Fidesz abandona la Internacional Liberal.
Orbán, que buscó agrupar a todo el espacio político a la derecha del centro a partir de 1995, [cita requerida] deslizó su partido de posiciones liberales a posiciones conservadoras.
En 1995 el partido cambió su nombre a FIDESZ-MPP (Federación de Jóvenes Demócratas y Partido Cívico Húngaro). Orbán ocupa el cargo de Vicepresidente del partido Partido Popular Europeo (PPE) desde octubre de 2002.
En las elecciones del año 2010, luego de 8 años en oposición y ganando el 52,73 % de los votos el partido Fidesz dirigido por Viktor Orbán consiguió dos tercios de los escaños y volvió al poder.

## Primer ministro de Hungría (1998-2002)
El FIDESZ-MPP ganó las elecciones parlamentarias de 1998 con el 42 % de los votos, en alianza con el partido Foro Democrático de Hungría (MDF) (la espina dorsal del primer gobierno electo democráticamente en Hungría en 1990-94), que promete mejoras en el sistema de bienestar como un antídoto al amargo programa de austeridad del gobierno de coalición saliente de la Partido Socialista Húngaro (MSZP) y Alianza de los Demócratas Libres (SZDSZ ). De este modo, Viktor Orbán se convirtió en el segundo primer ministro de Hungría más joven en el 35 (después de András Hegedus), que actúa entre 1998 y 2002. 

### Política económica
La política económica de Orbán estaba destinada a recortar los impuestos y las cotizaciones al seguro social de más de cuatro años, al mismo tiempo que en la reducción de la inflación y el desempleo. Entre las primeras medidas del nuevo gobierno estaba la supresión de los gastos de matrícula universitaria y universalizar de nuevo las prestaciones de maternidad.
El gobierno anunció su intención de continuar con el programa socialista-liberal de estabilización y se comprometió a reducir el déficit presupuestario, que había crecido al 4,5 % del PIB. El anterior Gobierno había casi completado la privatización de industrias administradas por el Gobierno y puso en marcha una reforma de las pensiones. Los socialistas habían evitado dos grandes problemas socioeconómicos, sin embargo - la reforma de la atención sanitaria y el sistema agrícola - y estos lo que queda por abordar el gobierno de Orbán.
Éxitos económicos incluyen una disminución de la inflación del 15 % en 1998 a 10,0 % en 1999.

### Modernización del Estado y problemas de corrupción de funcionarios de su gobierno
El nuevo gobierno inició inmediatamente una reforma radical de la administración del Estado, reorganizó los ministerios y la creó de un super-ministerio de la economía. Además, las juntas de los fondos de la seguridad social fueron centralizadas. Siguiendo el modelo alemán, Orbán trató de fortalecer la Oficina del Primer Ministro y nombró un nuevo ministro para supervisar la labor de su Gabinete. 
A pesar de duras críticas por parte de los partidos de la oposición, en febrero el gobierno decidió que las sesiones plenarias de la Asamblea Nacional unicameral se celebrarían solo cada tres semanas. Como resultado de ello, de acuerdo con los argumentos de la oposición, el parlamento disminuyó su capacidad de supervisar al gobierno. A finales de marzo, el gobierno trató de influir en la Asamblea Nacional pidiendo sustituir la norma de votación de dos tercios de los votos, por la mayoría simple, pero esta iniciativa fue declarada inconstitucional por el Tribunal Constitucional. Al mismo tiempo, Orbán trató de equiparar el cargo de primer ministro similar al homólogo de Alemania, en lugar de la democracia parlamentaria de consenso, que había sido acordado por diversas fuerzas políticas en 1990. Orbán en sus esfuerzos por fortalecer el papel del primer ministro trató de controlar a los medios de comunicación, incumpliendo sus promesas electorales. De esta forma perdió el apoyo público y se le acusó de gobierno autoritario. Mientras tanto, el ex gobierno Partido Socialista Húngaro tomó la iniciativa en las urnas. 
Este año[¿cuándo?] hubo solo cambios menores en los principales funcionarios del gobierno. Dos de los secretarios de Estado de Orbán tuvieron que dimitir en mayo implicados en un escándalo de soborno con la empresa fabricante de armas de Estados Unidos Lockheed Martin Corp a la que le anticiparon las ofertas para un contrato de compras de aviones de combate. Los dos secretarios, junto con otros 32 diputados del partido de Orbán, enviaron una carta a dos senadores de Estados Unidos presionar a favor de la designación del embajador de los Estados Unidos en Hungría como el gerente de Lockheed Budapest. El 31 de agosto, el jefe de la Oficina de Impuestos también dimitió, al sucumbir a los prolongados ataques de la oposición acusándole de presunta prevaricación.

### Relaciones Internacionales
Hungría adquirió un importante papel internacional en mayo de 1999 cuando, junto con Polonia y la República Checa, se unió a la OTAN. Hungría fue inmediatamente llamada a tomar decisiones de importancia como miembro de la alianza: el país optó por actuar como un participante pasivo en la intervención militar de la OTAN en Yugoslavia, su vecino del sur, a lo largo de la crisis de Kosovo. Esta participación pasiva es ampliamente vista como una consecuencia del pobre estado de las Fuerzas Armadas de Hungría en el momento (de retroceso a la época comunista).

### Conflictos finales
Las relaciones entre el Fidesz y el resto de la coalición lideraba el gobierno y el empeoramiento de la oposición en la Asamblea Nacional, los dos que parecían haber abandonado todos los intentos de la política de búsqueda de consenso. Asimismo, un alto nivel de escándalo político en los que el Gobierno y la oposición en erupción. Como seguimiento al episodio escándalo de petróleo en 1996, en la que se trató de vincular altos funcionarios del gobierno húngaro con la mafia del petróleo, nuevo testimonio de un penal convertido en corona-testigo llevó a la Asamblea Nacional el escándalo de petróleo de la comisión investigadora para acusar una serie de antiguos y actuales políticos de alto nivel de participación. 
Orbán fue objeto de crítica para el empuje sin precedentes a través de un presupuesto de dos años y por no contener la inflación. Al mismo tiempo, las negociaciones para la entrada en la Unión Europea se hicieron más lentas en el otoño de 1999 después de la UE incluyó a seis países más (además de los seis) en la adhesión debates. 
Numerosos escándalos políticos en 2001 condujeron a la desintegración de la coalición en el poder en Budapest que sostenía a Orban. Un escándalo de soborno en febrero desencadenó una ola de denuncias en contra del Partido Independiente de los Pequeños Propietarios (FKGP), el socio menor de coalición, aunque no afectó a la Federación de Jóvenes Demócratas (FIDESZ)-Partido Cívico Húngaro. El asunto dio lugar a la destitución de József Torgyán de ambos FKGP la Presidencia y la parte superior puesto en el Ministerio de Agricultura. 
Hungría atrajo la atención de los medios internacionales durante el año para su aprobación de una ley que amplió los beneficios de salud y educación, así como los derechos laborales a la estimación de tres millones de magiares (húngaros étnicos),[cita requerida] las minorías en los países vecinos (Rumanía, Eslovaquia, Serbia y Montenegro, Croacia, Eslovenia y Ucrania), dijo que para curar los efectos negativos del mal 1920 Tratado de Trianon. Los gobiernos de los estados colindantes, en particular Rumanía, fueron insultados por el llamado estado de derecho, que lo vieron como una injerencia en sus asuntos internos. Los proponentes de la ley de la condición jurídica contrarrestarse, que varios países de criticar la ley han construcciones similares para proporcionar beneficios para sus propias minorías. Rumanía aceptó las enmiendas después de diciembre de 2001 a raíz de un acuerdo entre Orbán y el primer ministro rumano, Adrian Nastase. Eslovaquia aceptó la ley después de más concesiones hechas por el nuevo gobierno tras las elecciones de 2002.

### Elecciones de 2002
Las elecciones de 2002 fueron las más acaloradas que Hungría había experimentado en más de una década, lo que causó una división cultural-política en el país sin precedentes. El partido de Viktor Orbán perdió las elecciones parlamentarias de abril ante la oposición, el Partido Socialista Húngaro, el cual estableció una coalición con su aliado de siempre, la Alianza de los Demócratas. El porcentaje de votantes que asistió a las urnas fue de 73,5 %, cifra que marcó un récord de asistencia. 
Más allá de estos partidos, solo los diputados del Foro Democrático de Hungría entraron en la Asamblea Nacional. El populista Partido Independiente de los Pequeños Propietarios y el Partido Húngaro de la Justicia y la Vida (MIEP) perdieron todos sus escaños. El número de partidos políticos en la nueva asamblea, por lo tanto, se redujo de seis a cuatro. 
MIEP puso en tela de juicio la legitimidad del gobierno, exigió un recuento, se quejó de fraude electoral y, en general, mantuvo el país en ambiente electoral hasta las elecciones municipales de octubre. El Comité Central de Elecciones, controlado por los socialistas, resolvió que no era necesario un recuento, una posición respaldada por los observadores de la Organización para la Seguridad y la Cooperación en Europa, cuya única crítica al proceso electoral fue que la televisión estatal mostraba un sesgo en favor de Fidesz.
Orbán impulsó una nueva Constitución que enfatizaba los valores cristiano-conservadores de la nación y la familia. Se aprobó una nueva ley para controlar medios de comunicación que provocó que la televisión pública, la radio y la agencia estatal de noticias se convirtieran en portavoces del gobierno.

## Vida después de su gobierno
Orbán fue galardonado con el Premio Libertad de la American Enterprise Institute y la Nueva Iniciativa Atlántica (2001), el Premio de Polak (2001), la Gran Cruz de la Orden Nacional del Mérito (2001),[cita requerida] el "Förderpreis Soziale Marktwirtschaft" (Precio de la economía social de mercado, 2002) y el premio Mérito Europeo (2004). En abril de 2004. fue galardonado con el Papa la Gran Cruz de la Orden de San Gregorio Magno. 

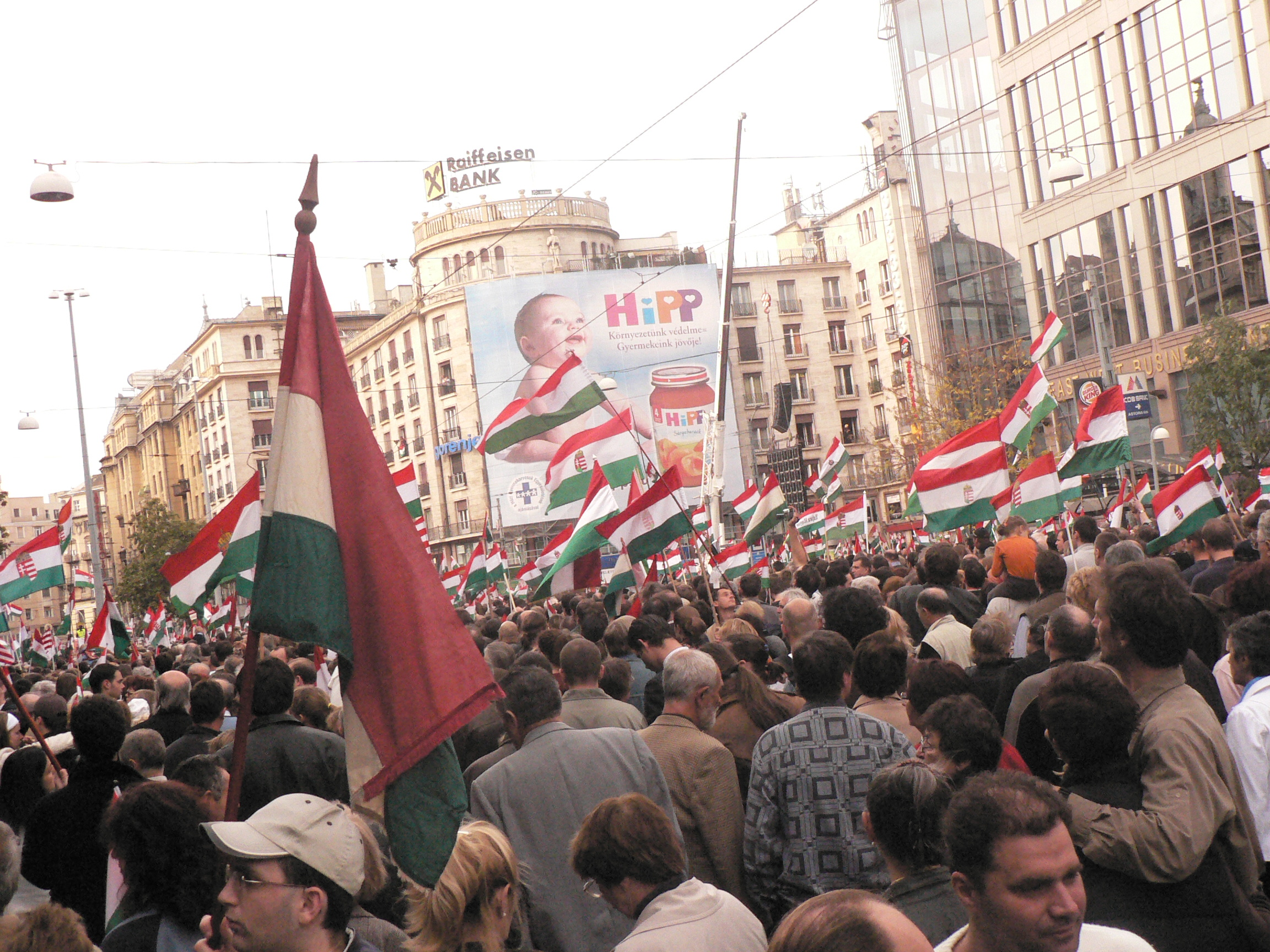
Viktor Orbán - 2006.10.23

Él era el candidato de Fidesz para elecciones parlamentarias de 2006. Pero Fidesz, y su nuevo-antiguo candidato no pudo obtener una mayoría en esta elección, puesto que inicialmente Orbán y el futuro de la carrera política como líder de Fidesz estuvo en cuestión. Sin embargo, en los combates con la coalición socialista-liberal, su posición se ha solidificado de nuevo, y fue elegido presidente de Fidesz, aún para un nuevo mandato en mayo de 2007.
Poco antes, su partido Fidesz había perdido dos elecciones parciales por lo que adoptó un discurso virulento contra la inmigración. Tras ello en los meses siguientes, su partido recuperó hasta un millón de seguidores.
Levantó valla fronteriza con Serbia y otra con una extensión de 40 kilómetros a lo largo de la frontera con Croacia. Cubierta con bobinas de alambre de púas, que luego se reforzó con una segunda valla, una corriente eléctrica de 900 voltios y cámaras de visión nocturna.

## Segundo mandato (2010-)
En las elecciones de abril de 2010, el partido de Orbán obtuvo el 52,73 % de los votos, obteniendo una mayoría de dos tercios, suficiente para modificar la Constitución. Esta nueva carta magna restringe el Matrimonio entre personas del mismo sexo y la reforma electoral reduciendo el número de escaños en el Parlamento pasando de 386 a 199.
El nuevo texto constitucional ensalza la tradición cristiana de Hungría, afirma el concepto de familia como "unión entre hombre y mujer" y llama a proteger al feto "desde el momento de la fecundación" y amplios poderes al poder ejecutivo.
El artículo de la Constitución que preveía para las mujeres "un salario igual para un trabajo igual" es suprimido y el derecho de huelga es limitado. Establece cuotas de entrada en la universidad y aumenta las tarifas del sistema de salud; dos proyectos de su predecesor a los cuales se había opuesto cuando dirigía la oposición. Opuesto a las ayudas para los pobres, a la ayuda a los desempleados y a todas las personas escritas como "improductivas", rechaza el Estado del bienestar. También procede a recortes presupuestarios en las artes y la investigación científica. Desde su llegada al poder alrededor de medio millón de húngaros viven y trabajan en el extranjero, en su mayoría son estudiantes e intelectuales altamente cualificados, paralelamente el país sufre una grave escasez de médicos, enfermeros y otros profesionales, incluidos trabajadores especializados.
Su gobierno fue sancionado en 2018 por el parlamento Europeo por silenciar medios independientes limitando la libertad de expresión, de investigación y de reunión, así como de destituir a jueces independientes, reprimir a organizaciones no gubernamentales y alentar la corrupción, debilitando el sistema de Justicia y constitucional. Asimismo, en el informe se señalan violaciones de los derechos de las minorías y de los refugiados, entre otros. También se caracterizó por entrometerse en el contenido de los libros escolares que está determinado por la propaganda del Fidesz, sobre todo en las asignaturas de historia y literatura húngara, además limito la autonomía universitaria aprobando una ley mediante la cuál nombra al denominado canciller, situado por encima del rector elegido.
Desde 2013, las personas sin hogar tienen interdicción de dormir en las calles y se exponen a una multa de 500 euros. En 2018, la ley es endurecida y los desalojados pueden ser encarcelados. A partir de 2017, su régimen interviene en el sector del arte y las ideas para favorecer su programa ultraconservador, siendo los creadores e intelectuales quienes resistieron a la embestida, lo que se produjo Después de aprobar una nueva Constitución y de obtener el control de la práctica totalidad de medios de comunicación. Desde ese año emprendió una guerra cultural que llevó a que la Ópera de Budapest suspendiera el musical ‘Billy Elliot’ por “incitar a la homosexualidad” y se atacó una exposición de Frida Kahlo por “promover el comunismo”. La Academia Húngara de Arte fue declarada de interés público por Orbán en la Constitución de 2011 y desde entonces, se ha convertido en un Ministerio de Cultura que controla las subvenciones públicas y favorece a los artistas en sintonía con Fidesz.
En 2017, inició la limpieza étnica persiguiendo a la minoría gitana, expulsando a golpes a los refugiados sirios, en 2015, impulsó una ley que permite encarcelar a quien ayude a los inmigrantes sin papeles a solicitar asilo.[cita requerida] También impuso un impuesto del 25 % a la “promoción de la inmigración”.[cita requerida] También se criticó por la destrucción del poder judicial independiente con la ley que prejubiló a los magistrados del Tribunal Supremo, en su mayoría discrepantes y la creación de un sistema judicial paralelo. [cita requerida]
En 2018, una polémica reforma laboral ha provocado numerosas protestas en Budapest que han sido reprimidas por la policía. Conocida como la “ley de esclavitud”, propone aumentar de 250 a 400 el número de horas extras al año. Además, obliga a trabajar seis días por semana y permite al empleador posponer el pago hasta 36 meses desde el trabajo adicional. Ese mismo año acentuó el perfil económico liberal de su gobierno con la flexibilización laboral que permite ampliar a 400 las horas extras anuales exigibles por el empresario, pagarlas al cabo de tres años, sin mediación sindical, judicial o del convenio y sin derechos sociales.

### Elecciones de 2014
En las elecciones parlamentarias de abril de 2014 su lista obtuvo 133 diputados de un total de 199.
En julio de 2014, Orbán manifestó la intención de que Hungría abandonara la forma de democracia liberal mostrándose a favor de la construcción de un «estado iliberal», con Rusia, China, Singapur y Turquía como ejemplos a seguir. Semanas antes de las elecciones, rediseñó los distritos electorales para crear un entorno político favorable y aprobó leyes que permitían a las minorías húngaras de otros países conseguir pasaportes húngaros y votar en las elecciones de Hungría, lo que ayudó a ganar apoyo para el Fidesz en las elecciones de 2014. Este tipo de cambios le aseguró una holgada mayoría parlamentaria que le permite aprobar nuevas iniciativas sin apenas trabas ni contrapesos.

### Elecciones parlamentarias de 2018
En las elecciones parlamentarias de abril de 2018, obtuvo casi el 50 % de los votos (48,9 %), volviendo a lograr ser la primera fuerza política del país. En el Parlamento húngaro, Fidesz representará con 133 diputados de un total de 199. En 2016, compañías cercanas a Orbán se hicieron con aproximadamente el 4 % de todos los contratos públicos, lo que ha desatado las acusaciones de corrupción. Según algunos analistas, una de las principales características del sistema creado por Orbán es que han establecido una serie de redes económicas nepotistas y clientelares, financiadas en parte con fondos de la UE, que favorecen a políticos gubernamentales. Al mismo tiempo ha sido acusado de elaborar listas negras que incluían a más de 200 personalidades.

### Crisis migratoria en Europa
En la crisis migratoria de 2015 Orbán se negó a recibir la cuota de refugiados que le correspondía, según lo acordado por la Unión Europea, alegando que no consideraba a los musulmanes que llegaban a Europa refugiados, sino «invasores». Orbán insistió en que Hungría tenía derecho a negarse a recibir musulmanes y reiteró su rechazo al multiculturalismo del que dijo que no era más que una ilusión.

### Política exterior
Apoyó a Azerbaiyán en la guerra contra Armenia en 2020.

### Elecciones de 2022
En las elecciones parlamentarias de 2022, Orbán y su partido Fidesz ganaron la elección por un amplio margen, obteniendo un 54,1% de los votos y una mayoría absoluta de 135 escaños. Los medios internacionales predijeron que la victoria de Orbán conduciría a nuevos enfrentamientos entre el gobierno húngaro y las instituciones de la Unión Europea.

### Intervención rusa de Ucrania
Tras la invasión rusa de Ucrania de 2022, el Gobierno húngaro condenó la misma y apoyó una serie de sanciones de la Unión Europea contra Rusia. Al mismo tiempo, Orbán decidió dar la bienvenida a los refugiados ucranianos en Hungría y expresó que apoyará la membresía de Ucrania en la Unión Europea. Además, Orbán afirmó que las relaciones entre Hungría y Rusia habían sido «equilibradas y justas», pero manifestó que «esto ha cambiado» con la intervención militar rusa. Sin embargo, el Gobierno de Orbán anunció que no enviaría tropas ni armas a Ucrania, así como tampoco permitiría que se usara el territorio húngaro para transportar armamento a dicho país, aunque ha dejado que tropas de la OTAN se estacionen en Hungría. Asimismo, el Gobierno de Orbán sostiene que enviar armamento involucraría a Hungría en la guerra, mostrándose a sí mismo como defensor de la paz y la seguridad de su país. De igual manera, en específico Orbán defiende que bloquear las importaciones energéticas rusas haría a los húngaros «pagar el precio de la guerra». Por otro lado, Orbán apuesta por resolución negociada del conflicto y expresó que «toda Europa debería estar trabajando por la paz».
Por su parte, el presidente ucraniano Volodímir Zelenski criticó a Orbán por sus posiciones ante el conflicto y le dijo que «tienes que decidir por ti mismo con quién estás», haciendo alusión a la tradicional cercanía que Orbán ha establecido con el presidente ruso Vladímir Putin. Tras esto, Péter Szijjártó, ministro húngaro de Exteriores, respondió que entienden que para Ucrania es importante garantizar la seguridad de sus propios ciudadanos, pero que para el Gobierno húngaro «lo más importante es la seguridad de los húngaros». Asimismo, Szijjártó también rechazó la creación de una zona de exclusión aérea sobre Hungría. De igual manera, Orbán aseguró que para su administración «Hungría es lo primero», recalcando que no quiere que Hungría se vea «arrastrada» en la guerra.

## Ideología: la democracia iliberal
El «Nuevo Estado» húngaro ha sido definido por Orbán, político considerado por el historiador italiano Steven Forti como uno de los máximos representantes de la nueva extrema derecha («Extrema derecha 2.0»), como una «democracia iliberal». Así lo manifestó Orbán en un discurso pronunciado el 26 de julio de 2014:

La nación húngara no es una simple suma de individuos, sino una comunidad que necesita organizarse, fortalecerse y desarrollarse, y en este sentido, el nuevo Estado que estamos construyendo es uno iliberal, un Estado no liberal. No niega los valores fundacionales del liberalismo, como la libertad, etc. Pero no hace de esta ideología un elemento central de la organización del Estado, sino que aplica en su lugar un enfoque específico, nacional, particular.